# Король и Шут
«Король и Шут» (укр. «Король та Блазень», абревіатура КиШ) — радянський та російський рок-гурт. Стиль групи «Король и Шут» поєднує в собі елементи панк-року, традиційного російського року та фолк-року. Гурт найбільш відомий завдяки своїм текстам, які є короткими «казками-страшилками», зазвичай на містичну чи історичну тематику.

## Історія

### Перші роки (1988—1993)
Гурт був заснований в Ленінграді в 1988 році однокласниками Михайлом Горшеньовим (сценічне прізвисько «Горшок»), Олександром Балуновим («Балу») і Олександром Щигольовим («Поручик») під назвою «Контора». У 1989 році Горшеньов познайомився з Андрієм Князєвим («Князь») в ленінградському реставраційному училищі і запросив його до гурту. Коли почала формуватись нова концепція гурту і з'явились перші казкові тексти, стало зрозуміло, що потрібна нова назва. Були такі варіанти, як «Зарезанный одуванчик», «Апокалипсис», але хлопці зупинились на «Король Шутов», що згодом трансформується в «Король и Шут». Всі навкруги казали, що назва — дурнувата, але Горшок з Князем були впевнені в іншому і казали скептикам: «Ви ще дізнаєтесь, що таке „Король и Шут“!»
Князєв стає основним автором текстів «Короля и Шута», почав використовувати в своїх піснях сюжети народних казок і легенд, вводячи в тексти образи казкових персонажів: тролів, вампірів та інших. Саме через це тексти гурту із самого початку значно відрізнялись від традиційної соціально-протестної тематики текстів панк-гуртів.
Перші демо-записи відбулися в 1989 році, коли Горшок і Князь записали декілька пісень в акустичному супроводі («Дьявол», «Старая церковь» та інші) на магнітофон «Весна».
Літом 1990 року було записано перший магнітоальбом «Ересь». Альбом містив 14 пісень, лише 2 з яких згодом були перезаписані та видані. На даний момент альбом вважається втраченим.
З 1991 року гурт починає записувати окремі пісні у студії Михайла Кольчугіна («История о Мёртвой женщине», «Охотник», «Король и Шут», «В долине болот» та інші). В 1992 році відбувся перший ефір на радіо в програмі Анатолія Гуницького.

### Клубний період (1993—1996)
Перший виступ гурту відбувся в 1992 році в школі ритму Ігора Голубєва в будівлі старого рок-клубу. 1993 рік — перший виступ в пітерському клубі «Там-там» Сєви Гаккеля, а також в московскому клубі «Sexton FOZD». З 1993 по 1997 рік «Король и Шут» виступали в пітерських клубах «Там-Там», «Полигон», «Гора», «Тень», «Рок-клуб», «Арт-клиника» та інших.
З 1993 по 1995 Андрій Князєв служить в армії, пише нові тексти, одночасно записуючи ліричні пісні, основна частина яких згодом з'явиться в «Акустичному альбомі». Тим часом гурт на чолі з «Горшком» активно виступає в Петербурзьких клубах з піснями, які через кілька років стануть культовими («Лесник», «Валет и Дама», «Собрание», «Отец и Маски» та інші).
Наприкінці 1995 року на студії Михайла Кольчугіна записується альбом «Будь как дома, Путник!..». Оригінальна версія містила 11 треків, але з невідомих міркувань пісня «Мария» не увійшла в остаточний варіант магнітоальбому, що був виданий в лютому 1996 року на «Always records» накладом бл. 500 екземплярів. Обкладинку до альбому намалював Князь, який, до речі, не брав участі у записі, бо на момент запису перебував в армії.
В 1995 році до гурту приєднався гітарист Яків Цвіркунов.
В 1996 році була знята передача про «Король и Шут», яка неодноразово транслювалась в ефірі 5-го каналу. Результатом зйомок цієї передачі стали чотири низькобюджетних кліпи на пісні «Дурак и молния», «Внезапная голова», «Садовник», «Блуждают тени».

### Початок популярності
Перший номерний альбом «Камнем по голове» був записаний та виданий в 1996 році. Наступного року вийшов альбом «Король и Шут», але успіх до гурту прийшов тільки в 1998 році з «Акустическим альбомом» Цей альбом відрізнявся від панк-року попередніх в бік більшої мелодійності. На цьому альбомі до гурту приєдналась скрипалька Марія Нефьодова, що значно вплинуло на музику КиШа, створивши сильний ухил в сторону фолк-року. Зміна жанру принесла групі нову хвилю популярності, так-от балада Акустичного альбому «Прыгну со скалы» потрапила на першу строку «Чартової Дюжини».
На початку 1999 року гурт дає сольний концерт в ГЦКЗ Олімпійський. По телебаченню транслюється перший професійний кліп гурту на пісню «Ели мясо мужики», яка також потрапляє в хіт-парад Нашого радіо.
У 2000 році виходить черговий альбом «Герои и злодеи», з якого до хіт-парадів потрапляє пісня «Помнят с горечью Древляне». На підтримку альбому КиШ дають тур містами Росії та України, виступивши в Зеленому театрі парку Горького та на стадіоні «Ювілейний». Відеозапис виступу в Києві був виданий на відеокасетах і мав назву «Live in Kiev». Того ж року гурт видає Збірку «Собрание», а потім — один зі своїх найуспішніших альбомів «Как в старой сказке». На цьому, а також наступному альбомі, «Жаль, нет ружья!» гурт починає загравати в текстах з темою анархії та панків. Але через «несерйозну» репутацію гурту і майже пародійну стилістику текстів багато російських панків не сприймають гурт серйозно і навіть нерідко заперечують його жанрову приналежність. Проте, в молодіжному середовищі КиШ стають майже культовим гуртом.
Король и Шут повторює свій успіх в хіт-парадах — пісні «Проклятый Старый Дом», «Мёртвый Анархист» і «Медведь» потрапляють на вершину «Чартової дюжини», кліп на «Проклятый старый дом», знятий режисером Валерієм Хаттіним, транслює MTV Росія. Гурт отримує ряд премій: премію «Поборолл», премію «Овация», премію журналу Fuzz. В 2002 Король и Шут — хедлайнер фестивалю Нашествие, та всі наступні роки — фестивалю «Пятница, 13-е».

### Криза середини 2000-х
У 2004 році виходить альбом «Бунт на корабле», три пісні з якого присвячені тематиці піратів та мореплавання. Кліп «Месть Гарри» транслюється MTV. На цьому альбомі музика гурту відчула вплив альтернативи, частка фольк-музики зменшилась, що було неоднозначно сприйнято слухачами. В гурту виникають проблеми зі складом: його покидають скрипачка Марія Нефьодова, басист Олександр (Балу) Балунов, гітарист Олександр (Ренегат) Леонтьєв. В творчості «Короля и Шута» відбувається застій, популярність гурту починає знижуватись. У 2005 Році Горшок і Князь одночасно видають сольні альбоми. Альбом Горшеньова «Я Алкоголик-Анархист», який повністю складався з перероблених пісень гурту «Бригадный Подряд», витриманий в дусі панк-року, в той час як сольник Князєва «Любовь Негодяя» тяжіє до фольк-року.
До 2006 року новий склад «Короля и Шута» остаточно комплектується. Сергій Захаров стає новим бас-гітаристом, а Дмитро «Каспер» Рішко — скрипалем. Гурт вирішує обійтись без другого гітариста. В новому складі КиШ випускають альбом «Продавец кошмаров», пісні «Марионетки», «Маска», «Ром», «Отражение» та «Джокер» знову потрапляють в хіт-паради на радіо.

### 15-річчя гурту
У 2007 році гурт з туром, присвяченим 15-річчю колективу, успішно гастролює Росією. У всіх великих містах гурт дає 2-годинні концерти. В другій половині року гурт починає роботу над новим альбомом. Звукорежисер гурту Павло Сажинов переходить в основний склад гурту як клавішник. Його місце займає молодий звукорежисер Денис Неволін. Також у КиШ з'являється постійний фотограф гурту — Вікторія Віатріс.
18 листопада 2008 року вийшов десятий альбом Тень клоуна. Пісня «Тринадцята рана», яка написана Горшком на вірші Андрія Федечка з гурту Сонце-Хмари, співається українською мовою та суржиком і присвячена Нестору Махно.
11 жовтня 2010 року гурт випустив новий альбом — «Театр демона», стиль якого самі музиканти назвали «арт-панком». Гурт відійшов від використання важких інструментів, використавши такі як акустична гітара, рояль, віолончель, скрипка, мандоліна, губна гармоніка.

### Антиукраїнські висловлювання
На одній з пресконференцій 2008 року лідер гурту Михайло Горшеньов назвав жителів західної частини України «западенцями», які нечесно приєдналися до України та заявив, що Львів — польське місто і висловив бажання, щоб це місто було якнайскоріше взято Польщею. В інтерв'ю під час розмови про українських письменників Генрі Лайон Олді Горшеньов назвав їх росіянами. На зауваження журналістки, що вони з Харкова, співак відповів: «Так, так, вони з Харкова. Росіяни. З Харкова — росіяни. З Києва — росіяни. Вся Україна — росіяни». На заперечення журналістки, що хоча й вони «пишуть російською мовою, але вони з Харкова», «вони українці», вокаліст запитав у неї чи не націоналістка вона.
В інтерв'ю в Києві 2002-го року на програмі «Решето» Горшеньов заявив що у України, Білорусі та Молдови — одна культура. В 2011-му, за 3 роки до окупації Криму, Горшеньов заявляв що Крим — це територія Росії. Після перемоги Віктора Ющенка на виборах президента 2004-го року, Горшеньов бажав українцям «нормального президента». У 2011-му він також заявляв про бажання заборонити гурт «Океан Ельзи».
За словами директору гурту «Король і Шут» Дмитра Сухіченко Михайло Горшеньов завжди називавав себе «російським хохлом».
Колишні учасники гурту — Андрій Князєв, Олексій Горшеньов, та усі учасники нинішьного гурту «Северный Флот» є фігурантами бази Миротворець.

### Смерть Михайла Горшеньова
В ніч з 18 на 19 липня 2013 року на сороковому році життя Михайло Горшеньов помер. Причиною смерті названа серцева недостатність.
До кінця 2013 року учасники гурту провели прощальний тур містами України, Росії та Білорусі, після чого припинили своє існування під цією назвою. Учасники гурту одностайно вирішили, що разом зі смертю Михайла Горшеньова, ідейного натхненника гурту, існування гурту не має сенсу. Після прощального туру музиканти створили новий гурт під назвою «Северный Флот» (укр. «Північний флот»), за назвою однойменної пісні гурту «Король и Шут».
Офіційно гурт перестав існувати 1 січня 2014 року.

## Стиль музики
Стилі музики різних альбомів кардинально відрізнялись, від класичного російського року («Камнем по голове»), елементів панк-року («Король и Шут») і хард-року («Как в старой сказке», «Бунт на корабле») до акустичних фоль-рокових періодов («Акустический альбом»). Стилістика та музика КиШ схожа на горор-панк гурти, особливо Misfits. Горшеньов, давній шанувальник цього гурту, часто з'являвся на концертах в майці з його логотипом.

## Дискографія

### Студійні альбоми
- 1996 — Будь как дома, путник!.. (Будь як вдома, подорожній…)
- 1996 — Камнем по голове (Каменем по голові)
- 1997 — Король и Шут (Король та Блазень)
- 1998 — Акустический альбом (Акустичний альбом)
- 2000 — Герои и злодеи (Герої і лиходії)
- 2001 — Как в старой сказке (Як у старій казці)
- 2002 — Жаль, нет ружья! (Шкода, нема рушниці!)
- 2004 — Бунт на корабле (Бунт на кораблі)
- 2006 — Продавец кошмаров (Продавець жахів)
- 2008 — Тень клоуна (Тінь Клоуна)
- 2010 — Театр демона (Театр демона)
- 2011 — TODD. Акт 1. Праздник крови (Свято крові)
- 2012 — TODD. Акт 2. На Краю (На Краю)

### Концертні релізи
- 1997 — Праздник скоморох
- 1998 — Живая коллекция
- 1998 — Концерт на Манежной площади
- 1999 — Ели мясо мужики
- 2000 — Live in Kiev
- 2003 — Мёртвый анархист
- 2004 — Концерт в Олимпийском
- 2011 — Тень клоуна
- 2014 — На краю. Live

### Збірки
- 2001 — Собрание
- 2001 — Энциклопедия российского рока
- 2003— Лучшие хиты
- 2004 — Подарочно-коллекционное издание на 3-х кассетах
- 2005 — MP3 коллекция
- 2007 — Страшные сказки
- 2009 — Лучшие песни
- 2009 — Новая антология
- 2015 — TODD
- Быль и Небыль (бокс-сети) — Том I (2020), Том II (2022) і Том III (2024)
- 2023 — сериал «Король и Шут. Официальный саундтрек. Часть 1» (2023), Збірка перезаписаних пісень

#### Відео
- Страшные истории. Томъ 1 (2003)

### Сольні альбоми
- 2005 — Я Алкоголик Анархист — сольний проєкт Михайла «Горшка» Горшеньова
- 2005 — Любовь Негодяя — сольний проєкт Андрія «Князя» Князєва
- 2017 — Песни о любви и дружбе — сольний проєкт Олександра «Балу» Балунова

### Сингли
Гурту
- 1998 — Ели мясо мужики
- 2001 — Проклятый старый дом
- 2002 — Воспоминания о былой любви
- 2002 — Возвращение Колдуна
- 2002 — Мёртвый анархист
- 2002 — Медведь
- 2004 — Исповедь вампира
- 2004 — Месть Гарри
- 2006 — Ром
- 2006 — Марионетки
- 2008 — Дагон
- 2009 — Танец злобного гения
- 2023 — Мы верим в «Зенит»

Пов'язані
- 2013 — Стрелы, Северный Флот
- 2014 — Вперёд и вверх, Северный Флот
- 2014 — Боль, Андрій Князєв та Олексій Горшеньов
- 2017 — Смерть Шута, Балу, Князь, Чача, Сид та Маррадёр

### Раритети
- 1989 — Ранние записи («Контора»)
- 1990 — Ересь («Контора»)
- 1991 — Первое электричество («Король Шутов»)
- 1992 — Второе электричество
- 1993 (у 2018 випущений офіційно) — Истинный убийца
- 1994 — Первый EP
- 1994 — Будь как дома, путник…

### Участь в триб'ютах
- «КИНОпробы. Tribute Виктор Цой» (2000)
- «Гражданская Оборона. Трибьют. Часть 2» (2003)
- «НАИВные песни» (2005)
- «Соль. Часть 2» (2010)

### Відеокліпи

#### Постановочні
- 1997 — Дурак и молния
- 1997 — Блуждают тени
- 1997 — Садовник
- 1997 — Внезапная голова
- 1998 — Ели мясо мужики
- 2001 — Проклятый старый дом
- 2004 — Месть Гарри
- 2006 — Ром
- 2006 — Джокер
- 2010 — Фокусник
- 2014 — Тринадцята рана (Кліп був знятий у 2009 році)
- 2016 — От женщин кругом голова (Кліп був знятий у 1996 році)
- 2017 — Лесник (Анімаційний кліп)
- 2023 — Гимн Шута
- 2023 — Мы верим в Зенит
- 2023 — Медведь (анімаційний кліп)

#### Концертні
- 1996 — Лесник
- 1996 — Камнем по голове
- 1999 — Охотник
- 2000 — Следи за собой
- 2002 —  Волосокрад
- 2002 —  Гимн Шута
- 2003 —  Мёртвый анархист (Кліп був знятий в 2002 році)
- 2007 —  Верная жена
- 2008 —  Марионетки
- 2010 —  Танец злобного гения

#### Пов'язані
- 2005 —  Соловьи (Горшок)
- 2013 —  Вперёд и вверх (Северный Флот, пам'яті М. Горшеньова)
- 2015 —  Ведьма и осёл (Юлія Коган та Андрій Князєв)
- 2017 —  Я иду к тебе домой (Балу, пісня Контори)

### Триб'ют гурту
- 2014 — Король и Шут. Трибьют — подвійний триб'ют гурту
- 2023 — сериал «Король и Шут. Официальный саундтрек. Часть 2»

## Учасники
- Михайло Горшеньов† (Горшок) — вокал
- Олександр Леонтьєв (Ренегат) — гітара, бек-вокал
- Олександр Щигольов (Поручик) — барабани
- Яків Цвіркунов — гітара, бек-вокал
- Павло Сажинов — клавішні
- Олександр Куликов — бас-гітара

### Колишні учасники
- Олександр Балунов (Балу) — бас-гітара
- Сергій Захаров (Захар) — бас-гітара
- Шурік Васільєв (Вася) — барабани
- Дмитро Рябченко (Рябчик) — бас-гітара
- Дмитро Кандауров (Колбаса) — бас-гітара
- Григорій Кузьмін — бас-гітара
- Олексій Горшеньов (Ягода) — барабани
- Марія Нефьодова (Маша) — скрипка
- Андрій Князєв (Князь) — вокал
- Дмитро Рішко (Каспер) — скрипка

## Нагороди
- Премія «Кактус» 1994 — нагороджена клубом «10», як Найкращий панк-гурт року.
- Премія «Лучший альбом 1996 года» — за альбом «Камнем по голове»
- Премія «Лучшая песня 2000 года» за пісню «Прыгну со скалы» за підсумками голосування «Чартової дюжини» 2000 року на Нашому радіо.
- Премія «Лучшая группа 2001 года» по версії журналу «Fuzz»
- Премія «Поборол!» від «Нашего Радио» в номінації «Выбор слушателей» — 2002 рік
- Премія «Овация» в номінації «Лучшая рок-группа» — 2002 рік
- Награждение лучшему второму вокалисту Андрею Князеву — 2002 рік
- Премія лучшая рок-группа 2003 года по версії Нашего радио
- Премія лучший вокалист 2002—2003 — Михаил Горшенев
- Премія лучший бас-гитарист 2002—2003 — Александр Балунов.
- Премія «Лучшая песня 2006 года» за пісню «Марионетки» за підсумками голосування «Чартовой дюжины» 2006 року на Нашем радио
- Премія «Выбор интернета», Чартова дюжина — 2008 рік
- Премія «Лучший клип 2008» по версії журналу «Fuzz» за кліп «Ром»
- Премія Rock Alternative Music Prize (RAMP) в номінації «Respect Ruнета» — 2008 рік
- Премія «Лучшая песня десятилетия» по версії «Нашего Радио» за пісню «Прыгну со скалы»
- Премія «Лучший бас-гитарист 2007—2008» — удостоївся Сергій Захаров, по версії журналу «Петербургский музыкант»
- Премія «Лучший исполнитель на смычковых инструментах 2007—2008» — Дмитро «Каспер» Рішко, по версії журналу «Петербургский музыкант»
- Премія «Лучший видеоклип 2007—2008» — за відео на пісню «Ром», по версії журналу «Петербургский музыкант».
- Премія «Лучший альбом 2010 года» за альбом «Театр демона» від порталу «Musecube.ru»
- Премія «Лучшая песня 2010 года» за пісню «Танец злобного гения» за підсумковим голосуванням «Чартова дюжина» 2010 року на Нашем радио
- Премія «Лучшая группа» по результатам голосування підсумкової «Чартової дюжини» 2013 на Нашем радио
- Премія «Лучший вокалист» (Михаил Горшенев) за результатами голосування підсумкової «Чартовой дюжины» 2013 року на Нашем радио.
- Премія «Лучшая песня НАШЕго радио» за пісню «Лесник»
- Премія «За вклад в развитие хоррора» гурту «Король и Шут» від журналу «Мир фантастики» напочатку 2014 року
- Премія «Легенда» Михайлу Горшеньову від «Нашего Радио» в 2014 році (посмертно)
- Премія «Легенда» гурту «Король и Шут» від «Нашего Радио» в 2023 році.

## Твори, присвячені творчості гурту

### Фільми та серіали

#### Документальні
- 2014 — Король Шутов
- 2023 — Всё ещё на троне: наследие «Короля и Шута»
- 2023 — Михаил Горшенёв. Легенда о Короле и Шуте

#### Ігрові
- 2023 — «Король и Шут»

### Книги

#### Лібабова Е. А.
- 2007 — «Король и Шут… И живые споют про мертвецов» / Під ред. І. Ю. Стогова
- 2013 — «Король и Шут. Ангелы панка»

#### Олександр Балунов
- 2016 — «Король и Шут. Между Купчино и Ржевкой»
- 2017 — «Король и Шут. Бесконечная история»

В 2019 році на основі книгодилогії вийшла компіляція «Король и Шут. Как в старой сказке»

#### Андрій Князєв
- 2017 — «Король и Шут. Старая книга»
- 2018 — «Король и Шут. Старая книга II. Незавершённые истории»
- 2023 — «Сказочный мир шута»